# Селище (посёлок, Окуловский район)
Селище — посёлок при станции в Окуловском муниципальном районе Новгородской области, в составе Угловского городского поселения.

## Географическое положение
Посёлок и ж/д станция Селище расположены на Валдайской возвышенности, с западной стороны главного хода Октябрьской железной дороги, в 7 км к юго-востоку от посёлка Угловка, в 33 км к юго-востоку от города Окуловка.
На северо-западе примыкает посёлок Первомайский.
В 2,3 км к юго-востоку на берегу озера Зван находится деревня Селище.

## Население
В 2002 — 50.
| 2002 | 2004 | 2010 | 2011 |
| ---- | ---- | ---- | ---- |
| 50   | ↗55  | ↘37  | ↗41  |

## История
Посёлок Селище был центром Селищенского сельсовета. В 1965 Селищенский сельсовет переименован в Званский.

В 2005 посёлок Селище вошёл в состав Угловского городского поселения.

## Транспорт
Ж/д станция «Селище» в посёлке — самая южная на главном ходу Октябрьской железной дороги в Новгородской области.